# Viktor Ahlstrand
Viktor Ahlstrand, född 26 februari 1997, är en svensk handbollsspelare. Han är högerhänt och spelar som mittnia.

## Karriär
Ahlstrands moderklubb är Hammarby IF. Han flyttade sedan till Göteborg för att gå handbollsgymnasium, och spelade då för juniorlaget i Redbergslids IK. 2016 flyttades han upp till Redbergslids A-lag i Handbollsligan. I november 2016 stod det dock klart att han skulle återvända till sin moderklubb Hammarby IF med omedelbar verkan. Han spelade tre säsonger där innan han gick till HIF Karlskrona i Allsvenskan. Där spelade han två säsonger och var lagkapten. 2021 återvände han till Hammarby, som inför säsongen blivit uppflyttade till Handbollsligan igen. Med Hammarby tog han silver i Svenska cupen 2023 och 2024. 